# Виейра, Родолфу
Рудольфо Виейра (англ. Rodolfo Vieira; род. 25 сентября 1989 год, Рио-де-Жанейро, Бразилия) — бразильский боец смешанного стиля, выступающий под эгидой UFC в средней весовой категории. Четырехкратный чемпион мира по бразильскому джиу-джитсу, семикратный чемпион мира среди профессионалов Абу-Даби, двукратный чемпион Панамерики и Европы, а также чемпион ADCC Submission Fighting World Championship, Виейра считается одним из лучших тяжеловесов по бразильскому джиу-джитсу своего поколения. Его сестра - четырехкратная чемпионка мира по бразильскому джиу-джитсу Ана Каролина Виейра.

## Биография
Родился 25 сентября, 1989 года в Рио-де-Жанейро, Бразилия. Родольфо впервые пришёл в зал когда ему было 13 лет, для того чтобы сбросить вес.
Он начал свой путь в джиу-джитсу у двух тренеров Арланс Майя (Arlans Maia) и Бруно Соуза (Bruno Souza), от которых он получит синий пояс. Уже через два года занятий Виейра выигрывает свои первые соревнования и начинает тренироваться каждый день.
Родольфо также осознает, что хочет тренироваться на более высоком уровне, там где было бы больше спарринг партнёров, а сама команда была нацелена на соревнования. Поэтому принимает решение перейти в другой зал.
Выбор пал на академию Universidade Gama filho (позже стала называться GFTeam — Grappling Fight Team), а его новым тренером стал Мастер Жулио Сезар (Júlio Cesar), студентами которого были также и бывшие наставники спортсмена Арланс и Бруно.

## Карьера в Джиу-Джитсу
В 2007 он выигрывает Чемпионат Бразилии в своём весе и абсолютном по синим поясам в категории «Взрослые» (Adult). Начинает тренироваться уже три раза в день: утром, днем и вечером. Далее время между получением очередного пояса сокращается до минимума.
В 2008 Родольфо становится первым на Чемпионате Бразилии в весе и абсолютке по пурпурам, в тот же год он выигрывает абсолютку на Чемпионате Мира по коричневым.
2009 стал для Виейра годом, в котором спортсмен сделает себе имя и в котором о нём узнает все BJJ сообщество. Являясь ещё коричневым поясом занимает первое место на WPJJ Cup Trial Brazil в смешанном дивизионе коричневые/черные, и возвращается с золотой медалью из Абу Даби, где побеждает Браулио Эштиму, зарабатывая себе имя «Охотник за черными поясами» и чёрный пояс, который ему вручат прямо в международном аэропорту Рио-Де-Жанейро, когда он прилетит домой.
После получения чёрного пояса, практически весь 2010 год Родольфо преследуют травмы. Но в 2011 он возвращается и выигрывает Панамериканский Чемпионат IBJJF, Абу Даби WPJJC, Чемпионат Мира IBJJF, где везде становится чемпионом как в своём весе, так и в абсолютке.
В этом же году Виейра задумывается о карьере в MMA, но не называет конкретных сроков, основным приоритетом для него по прежнему остается выступление по джиу-джитсу.
В 2012 он завоевывает по два золота на Чемпионате Европы и в Абу Даби. Выигрывает в финале Чемпионата Мира своего веса у Шанде Рибейро, но проигрывает по очкам 7-8 в четверть финале абсолютки Маркусу «Бушеша», у которого в том же году на турнире в Абу Даби он выиграл удушающим. С этого момента зарождается знаменитое противостояние «Бушеша VS Виейра», которое становится украшением любого турнира и которое ждут поклонники джиу-джитсу по всему миру.
В 2013 он выступает на Copa Podio, где становится победителем в своём весе и абсолютке. Также он борется в Абу Даби и на Чемпионате Мира, где занимает первые места в своей весовой категории, но становится вторым в абсолютке, уступая Бушеше.
Для того чтобы победить Бушешу, в 2014 Виейра переходит из категории −94 кг на категорию выше −100 кг. На Абу Даби WPJJC становится первым в своём весе, но на последних секундах проигрывает по очкам (0-2) в финале абсолютки Бушеше. Через несколько месяцев на Чемпионате Мира, закончив все свои схватки досрочно, Родольфо снова встречается в финале абсолютки с Бушешой, но и на это раз удача оказывается на стороне его соперника, 0-2 по очкам.

## Первый бой в MMA
Соперником Родольфо стал боец из Кыргызстана Зарылбек Данияр с рекордом (1-1). Бой прошел в Бразилии, Сан-Паулу. Виейра секундировал его тренер по Джиу-Джитсу Цезар Перейра и тренер по MMA Рикардо Либорио. Поединок закончился в первом раунде сдачей соперника после того как Виейра провел удушение со спины (Rear-Naked Choke).

## Статистика в ММА
| Боёв 14  | Побед 11 | Поражений 3 |
| -------- | -------- | ----------- |
| Нокаутом | 1        | 0           |
| Сдачей   | 9        | 1           |
| Решением | 1        | 2           |

| Результат | Рекорд | Соперник            | Способ                     | Турнир                                 | Дата            | Раунд | Время | Место                    | Примечание               |
| --------- | ------ | ------------------- | -------------------------- | -------------------------------------- | --------------- | ----- | ----- | ------------------------ | ------------------------ |
| Победа    | 11–3   | Трезин Гор          | Единогласное решение       | UFC on ESPN: Таира vs. Парк            | 2 августа 2025  | 3     | 5:00  | Лас-Вегас, Невада, США   |                          |
| Поражение | 10–3   | Андре Петровски     | Единогласное решение       | UFC Fight Night: Каннонир vs. Родригес | 15 февраля 2025 | 3     | 5:00  | Лас-Вегас, Невада, США   |                          |
| Победа    | 10–2   | Армен Петросян      | Сдача (ручной треугольник) | UFC Fight Night: Херманссон vs. Пайфер | 10 февраля 2024 | 1     | 4:48  | Лас-Вегас, Невада, США   | «Выступление вечера» (3) |
| Победа    | 9–2    | Коди Брандейдж      | Сдача (ручной треугольник) | UFC on ESPN: Сун vs. Симон             | 29 апреля 2023  | 2     | 1:28  | Лас-Вегас, Невада, США   | «Выступление вечера» (2) |
| Поражение | 8–2    | Крис Кёртис         | Единогласное решение       | UFC on ESPN: Царукян vs. Гамрот        | 25 июня 2022    | 3     | 5:00  | Лас-Вегас, Невада, США   |                          |
| Победа    | 8–1    | Дастин Штольцфус    | Сдача (удушение сзади)     | UFC on ESPN: Махачев vs. Мойзес        | 17 июля 2021    | 3     | 1:54  | Лас-Вегас, Невада, США   | «Выступление вечера» (1) |
| Поражение | 7–1    | Энтони Эрнандес     | Сдача (гильотина)          | UFC 258                                | 13 февраля 2021 | 2     | 1:53  | Лас-Вегас, Невада, США   |                          |
| Победа    | 7–0    | Сапарбек Сафаров    | Сдача (ручной треугольник) | UFC 248                                | 7 марта 2020    | 1     | 2:58  | Лас-Вегас, Невада, США   |                          |
| Победа    | 6–0    | Оскар Пехота        | Сдача (ручной треугольник) | UFC Fight Night: Шевченко vs. Кармуш 2 | 10 августа 2019 | 2     | 4:26  | Монтевидео, Уругвай      |                          |
| Победа    | 5–0    | Виталий Немчинов    | Сдача (удушение сзади)     | ACA 96                                 | 8 июня 2019     | 1     | 2:01  | Лодзь, Польша            |                          |
| Победа    | 4–0    | Джейкоб Холиман-Таг | Сдача (удушение сзади)     | ACB 88                                 | 16 июня 2018    | 1     | 3:51  | Брисбен, Австралия       |                          |
| Победа    | 3–0    | Александр Нойфанг   | TKO (удары)                | ACB 82                                 | 9 марта 2018    | 1     | 3:42  | Сан-Паулу, Бразилия      | дебют в среднем весе     |
| Победа    | 2–0    | Фагнер Ракчал       | Сдача (ручной треугольник) | Shooto Brazil 74                       | 27 августа 2017 | 3     | 4:47  | Рио-де-Жанейро, Бразилия |                          |
| Победа    | 1–0    | Данияр Зарылбеков   | Сдача (удушение сзади)     | Arzalet Fighting Globe Championship 1  | 10 февраля 2017 | 1     | 2:27  | Сан-Паулу, Бразилия      | дебют в полутяжелом весе |